# A15 (Frankrijk)
De A15 is een autosnelweg gelegen in de regio Île-de-France. De A15 loopt van de N315 bij Gennevilliers in het departement Hauts-de-Seine tot aan Cergy-Pontoise in het departement Val-d'Oise. Aldaar sluit de weg aan op de D14 in de richting van Rouen en Dieppe. De totale lengte van de snelweg bedraagt 22 kilometer en is geheel tolvrij. De A86 sluit aan op de A15 na ongeveer 1 kilometer van Gennevilliers. De belangrijkste steden aan de snelweg zijn Gennevilliers, Argenteuil, Saint-Ouen-l'Aumône en Pontoise.

## Nummering
Oorspronkelijk (tot 1990) droegen drie stukken snelweg tussen Parijs en Le Havre de naam A15.
- De huidige A15
- De huidige A150
- De huidige A131 tussen de Pont de Tancarville en Le Havre.

De A15 vormt een belangrijke ontsluiting van het noordwesten van de Parijse agglomeratie.